# Panel cerámico de San Vicente Ferrer y Santa Bárbara (Castellón de la Plana)
El panel cerámico de San Vicente Ferrer y Santa Bárbara es un panel cerámico devocional o capillita callejera ubicada en Castellón de la Plana (España). Se emplaza en su lugar original, una casa de tipología tradicional sita en la calle San Vicente n.º 10 de la Capital de la Plana. Estas capillitas dedicadas a una devoción cristiana se popularizaron a mediados del siglo XVIII como una forma de religiosidad popular y emplearon azulejos para representar las imágenes debido prestigio del material en la época, su pervivencia en el tiempo y a la facilidad para ser ejecutados por ceramistas dibujando a mano como si se tratara de un lienzo para un cuadro en un caballete.
Se cree que en toda el municipio de Castellón existen alrededor de 50 paneles cerámicos devocionales de todas las épocas. Los 7 más antiguos, es decir los que sobrevivieron a las corrientes iconoclastas y estéticas de principios del siglo XX, y al anticlericalismo que sufrió la ciudad en agosto de 1936 en los albores de la guerra civil española, fueron declarados en 2017 Bienes de relevancia local de forma genérica por la reforma de la Ley de Patrimonio Cultural Valenciano, y por ello incluidos en el Catálogo de protecciones del patrimonio etnológico del Ayuntamiento de Castellón aprobado en 2021. En concreto, el panel cerámico de San Vicente Ferrer y Santa Bárbara es el más antiguo de los que todavía se pueden contemplar en las calles del núcleo urbano.

## Descripción
Se sitúa en el lado derecho de la fachada de la vivienda, entre la planta baja y el balcón de la primera planta, dentro de una hornacina empotrada en el muro de 70 x 61,5 cm y una profundidad de 15 cm, sobre ella dispone de voladizo de protección y conserva sus molduras laterales y la repisa, además cuelga de una cadena sobre él un farol de hierro forjado.
El panel está formado por 9 azulejos de 20,5 x 20,5 cm y otros 3 más en la parte inferior de 20,5 x 10 cm conformados por vía húmeda, que al parecer fueron fabricados en Valencia a finales del siglo XVIII. La imagen fue pintada a mano alzada sobre estarcido y representa de pie a San Vicente Ferrer joven e imberbe vestido con el hábito de los dominicos, mostrando un libro abierto en la mano izquierda y con el dedo índice de la mano derecha señalando la filacteria con el lema «Timete Deum et date il[l]y lo[norem]» y a Santa Bárbara a su derecha, junto a una torre y portando una custodia en su mano derecha y la palma del martirio en la izquierda, 3 de los atributos de la santa.
Presenta un estado de conservación deficiente, con fracturas en algunas piezas y numerosas esquirlas con pérdida de barnices. Su entorno urbano está bastante degradado por la presencia de cableados diversos y rótulos comerciales de gran tamaño que casi ocultan el panel.

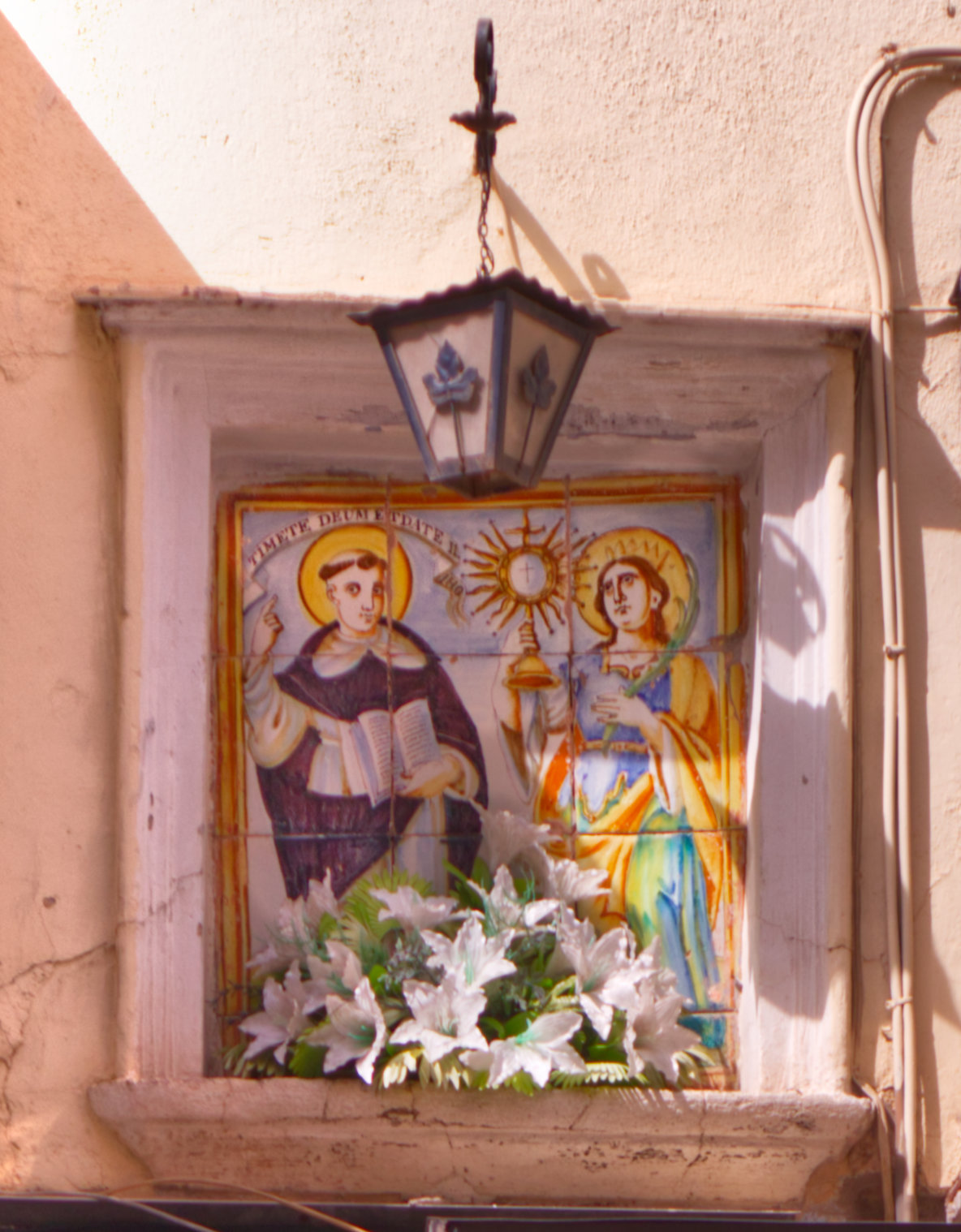
Capillita
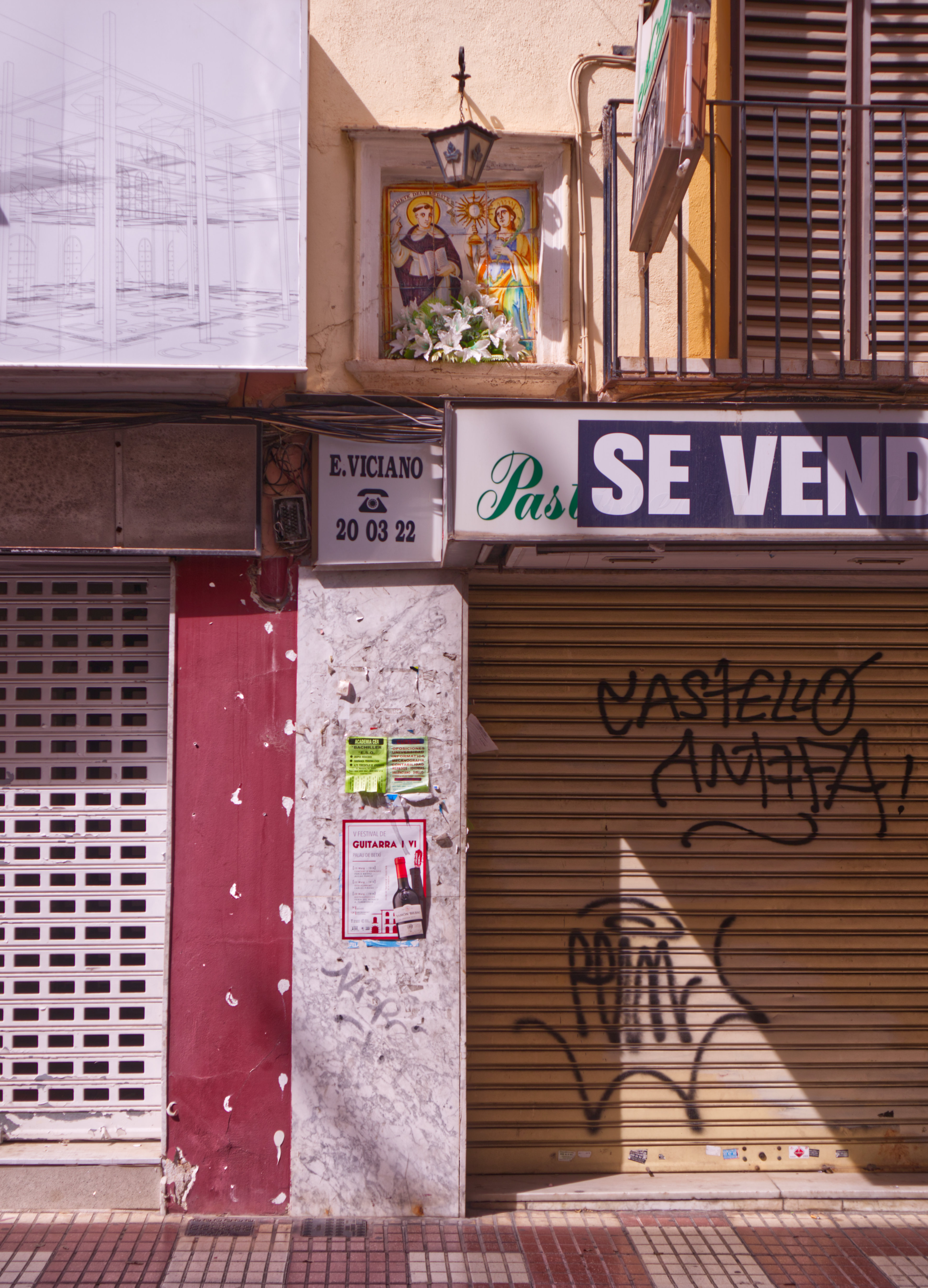
Contexto inmediato